# Cytherea arenicola
Cytherea arenicola är en tvåvingeart som beskrevs av Paramonov 1930. Cytherea arenicola ingår i släktet Cytherea och familjen svävflugor.
Artens utbredningsområde är Turkmenistan. Inga underarter finns listade i Catalogue of Life.